# Эрель, Дорон
Дорон Эрель (ивр. דורון אראל‎; род. 1959, Гиватаим) — израильский альпинист, первый представитель этой страны, покоривший Джомолунгму (1992) и пик Мак-Кинли (1987), в 2000 году завершил покорение Семи вершин.

## Биография
Дорон Эрель родился в 1959 году в Гиватаиме, позже переехав в мошав Гиват-Нили к югу от Хайфы. С детства увлекался спортивным туризмом, в том числе пешеходным туризмом в Негеве и горах Галилеи, а также руфингом. В 1978 году, перед мобилизацией в армию, побывал в Непале, где впервые увидел Джомолунгму.
Срочную службу проходил в частях специального назначения Генштаба АОИ («Сайерет Маткаль»). По окончании службы тренировался в швейцарской альпинистской школе и окончил Тель-Авивский университет, получив специальность геолога. Во время учёбы и после неё продолжал постоянно заниматься спортивным туризмом и в 1986 году возглавил первую израильскую экспедицию, покорившую пик в Гималаях. На следующий год стал первым израильтянином, покорившим высочайшую вершину Северной Америки — пик Мак-Кинли. В 1989 году руководил первой израильской экспедицией, допущенной к восхождению на вершину на территории СССР — пик Корженевской, а год спустя входил в состав поисково-спасательной группы, ведшей поиск альпинистов, погибших в результате схода лавины на пике Ленина, среди которых был его товарищ по прошлогоднему восхождению.
В мае 1992 года Эрель совершил восхождение на Джомолунгму, став первым израильтянином, покорившим высочайшую вершину Земли. В декабре 1998 года он поднялся на высочайшую гору Антарктики, а ещё через два месяца совершил восхождение на Килиманджаро — самую высокую точку Африки. Затем последовало восхождение на Эльбрус — высочайшую вершину Европы, и в июне 2000 года Эрель завершил покорение Семи вершин — высочайших гор всех континентов, считая Европу и Азию по отдельности.
Международную известность получил в 2004 году ещё один проект с участием (согласно некоторым источникам, под руководством) Эреля — совместная израильско-палестинская антарктическая экспедиция. Восемь членов экспедиции, по четыре с каждой стороны, совершили в январе 2004 года переход по льдам Антарктиды, закончившийся восхождением на вершину, которую они назвали Горой израильско-палестинской дружбы. В том же году Эрель возглавлял экспедицию еврейских и арабских студентов Хайфского университета в Альпы, а позже — аналогичную экспедицию в Аппалачи. Кроме того, под руководством Эреля группа израильских подростков-инвалидов совершила подъём в базовый лагерь Джомолунгмы.
Эрель, выпустивший книгу «Час на крыше мира» о восхождении на Джомолунгму и спродюсировавший более 20 программ для израильского телевидения, приобрёл популярность в Израиле как оратор-мотиватор. В 2012 году он приобрёл в отдалённом районе Британской Колумбии участок земли и несколько коттеджей, переоборудовав их под спортивно-туристическую базу «Нак-Тесли» (англ. Nuk Tessli).